# Björnzone (musikgrupp)
Björnzone är en svensk humoristisk musikgrupp bildad 2024. Gruppen är en hyllning och parodi på pojkband. Gruppen består av Björn Gustafsson, Måns Zelmerlöw, Eric Saade, Casper Janebrink, Victor Leksell, Loa Falkman, Boris René, Ulrik Munther, Adam Lundgren och Filip Berg. Dess första framträdande var som en del av pausunderhållningen i finalen av Melodifestivalen, där de framförde låten "Still the One" skriven av Johan Carlsson, Rami Yacoub och Charlie Puth. Det blev det mest sedda svenska klippet på Youtube 2024.
Under julen 2024 släpptes jullåten "A Christmas Song", vilket blev den mest spelade svenska jullåten från det året.
Låten blev också den första jullåten i historien att, som nykomling gå direkt in som etta på Svensktoppen.